# Carlos Alfredo Sánchez
Carlos Sánchez (sinh ngày 22 tháng 8 năm 1990) là một cầu thủ bóng đá người Honduras thi đấu ở vị trí hậu vệ cho câu lạc bộ Honduras C.D. Honduras Progreso và đội tuyển quốc gia Honduras. Anh giành một chức vô địch với Honduras Progreso.

## Đội tuyển quốc gia Honduras
Sánchez được triệu tập thi đấu ở Cúp Vàng CONCACAF 2017

## Danh hiệu

### Honduras Progreso
- Liga Nacional:
  - Vô địch (1): 2015–16 A
  - Runners-up (1): 2016–17 C